# Сканування мозку
Сканування мозку (англ. The Crawling Brain) — американський фантастичний фільм жахів режисера Рона Форда 2002 року.

## У ролях
- Афіна Демос — Сан Батер / «Глем» Хукер
- Рендал Мелоун — Стефан Крогер
- Емі Хадсон — медсестра Фогельзанг
- Аніта Пейдж — бабуся Аніта Крогер
- Марк Шеді — Кен Крогер
- Карл Вашингтон — менеджер
- Стефані Бітон — Джилліан Гарднер / Елен (молода Аніта)
- Гарі Галстен — Карсон Боттічер
- Кевін Індігаро — Люк
- Вільям Комбс — Марк
- Федеріка Фаваро — Хукер
- Райлі Мур — водій